# Жуніор Мораїс
Жуніор Мораїс (порт. Júnior Morais, нар. 22 липня 1986, Сан-Луїс) — бразильський футболіст, захисник клубу «Газіантеп».

## Ігрова кар'єра
У дорослому футболі дебютував виступами за команду «Сан-Каетану», після цього протягом 2009—2010 років захищав кольори клубу другого португальського дивізіону «Фреамунде».
Своєю грою за останню команду привернув увагу представників тренерського штабу румунського клубу «Астра» (Джурджу), до складу якого приєднався 2010 року. Відіграв за команду з Джурджу наступні сім сезонів своєї ігрової кар'єри. Більшість часу, проведеного у складі «Астри», був основним гравцем захисту команди, вигравши усі три головних національних трофеї — чемпіонат, Кубок та Суперкубок Румунії.
Влітку 2017 року приєднався до столичного «Стяуа». Загалом відіграв за бухарестську команду 49 матчів у національному чемпіонаті.
5 липня 2019 за 600 тисяч євро перейшов до турецького «Газіантепа».

## Досягнення
- Чемпіон Румунії
  -  Чемпіон (1): 2016
- Кубок Румунії
  -  Володар (1): 2014
- Суперкубок Румунії
  -  Володар (2): 2014,  2016

## Особисте життя
У вересні 2017 року Мораїс отримав румунське громадянство і отримав право виступати за румунську національну футбольну команду.